# أوس بن خزيمة التميمي
أوس بن خزيمة الهجيمي التميمي (40 ق هـ - 20 هـ) سيد قبيلة بني الهجيم بن عمرو من بني تميم، كان من المخضرمين أدرك الجاهلية والإسلام وله ذكر وبلاء وجهاد في حروب الردة في زمن الخليفة أبو بكر الصديق عام 11 هـ. قال ابن حجر العسقلاني: «أوس بن خزيمة الهجيمي له إدراك، وكان فيمن ثبت في الردة، وأغار مع طائفة من قومه على عسكر سجاح التي تنبأت».

## نسبه
هو أوس بن خزيمة من بني الهجيم بن عمرو بن تميم بن مر بن أد بن عمرو بن إلياس بن مُضَر بن نزار بن معد بن عدنان ولم ترفع المصادر نسبه إلى تميم أكثر من ذلك، قال أبو العباس القلقشندي: «بنو الهجيم ويقال بلهجيم بفتح الباء وسكون اللام، بطن من تميم العدنانية، وهم بنو الهجيم بن عمرو بن تميم.»

## في حروب الردة
كان أوس بن خزيمة سيد بني الهجيم بن عمرو بن تميم، وقد ثبت مع قومه على الإسلام بعد وفاة الرسول ﷺ ولما قدمت سجاح بنت الحارث بجنودٍ كثيرة من قبائل ربيعة من العراق لغزو المدينة المنورة وعسكرت في موضعٍ يُقَال له النباج وكان في بلاد بني عمرو بن تميم هؤلاء، فجمع لها أوس بن خزيمة الهجيمي جمعاً كثيراً من قومه بني عمرو بن تميم وأغار عليهم وهم في النباج وهزمهم، فأسر الهُذَيل بن عمران سيد تغلب وأسر عقة سيد النمر بن قاسط، ثم تحاجزوا وأطلق لهم أوس أسراهم وأشترط عليهم أن لا يعبروا من بلادهم إلى المدينة، وأن لا يطالبونهم بدماء من قتل منهم ففعلوا ذلك، ثم سارت سجاح بمن معها إلى اليمامة. وقال ابن الأثير الجزري: «ثم سارت سجاح في جنود الجزيرة حتى بلغت النباج، فأغار عليهم أوس ابن خزيمة الهجيمي في بني عمرو فأسر الهذيل وعقة، ثم اتفقوا على أن يطلق أسرى سجاح ولا يطأ أرض أوس ومن معه.».